# St. Josef (Immigrath)

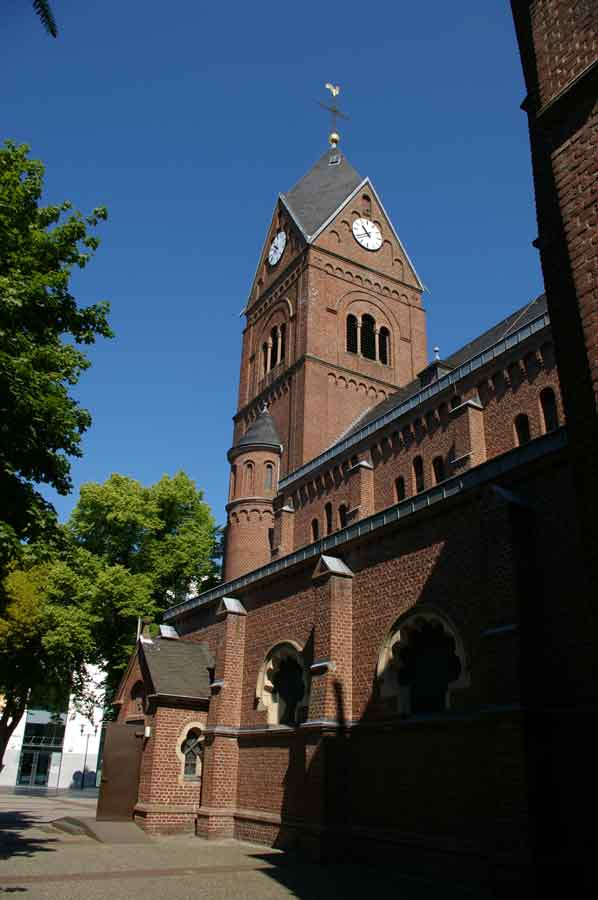
Pfarrkirche Sankt Josef in Immigrath

Die Kirche Sankt Josef in Immigrath ist eine katholische Pfarrkirche und die Mittelpunktskirche der Katholischen Kirchengemeinde St. Josef und Martin.

## Geschichte

### Allgemeines
Steigende Zahlen an Gläubigen, insbesondere aufgrund vieler nach Immigrath zugewanderter Fabrikarbeiter, führten ab 1880 dazu, dass der Ruf nach einer eigenen Pfarrkirche lauter wurde. Zudem wollten sich die Immigrather Katholiken nicht am Neubau eines Kirchenschiffs in Richrath beteiligen. Eine Vakanz auf der Pastorenstelle in Richrath wurde deshalb dazu benutzt, eine eigene Pfarrkirche zu errichten. Die Gründungsversammlungen zur Einrichtung einer Pfarrgemeinde fanden ab 1880 im heutigen katholischen Jugendheim statt. Nach Einrichtung einer Notkirche im Jahr 1886 schließlich erfolgte die Erhebung zur selbständigen Pfarrei 1896.
Die gleichnamige Kirchengemeinde fusionierte am 1. Januar 2011 im Zuge des erzbischöflichen Projekts „Wandel gestalten – Glauben entfalten“ mit den sieben weiteren Langenfelder Gemeinden zur Kirchengemeinde St. Josef und Martin. St. Josef ist Mittelpunktskirche der Gemeinde.

### Zum Namen
Der Name der Josef von Nazaret geweihten Pfarrkirche geht auf eine Kapelle am Steinrausch zurück, die als erstes Gotteshaus ab etwa 1676 im Bereich des heutigen Hewag-Stiftes (Richrather Straße Ecke Theodor Heuss Straße) gestanden haben soll. Das aus Fachwerkflechtwänden errichtete Gebäude musste, von Hochwassern des Bachs ständig in Mitleidenschaft gezogen, wegen Baufälligkeit 1830 abgebrochen werden. Ein Nachfolgebau soll auf Druck der Mutterpfarrei St. Martin in Richrath kurz vor Vollendung wieder abgerissen worden sein. Der den Abriss der ersten Kapelle verursachende Immigrather Bach verläuft übrigens heute verrohrt durch die Solinger Straße. Er gab (verrohrt) der einstigen Kanalstraße (heutige Richrather Straße 1 sowie Solinger Straße 70 bis 74) ihren Namen. Die Stelle der Kapelle markierte bis zur Anlage der Theodor Heuss Straße und der Umgestaltung des einstigen Immigrather Dreiecks (Solinger Straße, Richrather Straße und Kanalstraße) ein Kreuz, welches bei Umgestaltung zur Kreuzung vor das Rathaus an der Ecke Solinger Straße / Theodor Heuss Straße versetzt wurde.

### Zum Kirchengebäude
Der Grundstein für eine Notkirche wurde am 26. September 1886 gelegt. Die feierliche Einweihung des zunächst mit Dachpappe gedeckten Notbehelfs erfolgte 1901. 14 Jahre nach Einweihung dieser Notkirche wurde der Bau bis zur Höhe des heutigen Kirchenschiffs hochgezogen. Die Kirche wurde im romanischen Baustil als Backstein-Basilika errichtet. Der ursprünglich nur bis zur Höhe des Mittelschiffs errichtete Turm wurde 1924 vollendet. Die vier Glocken des Eisenhartgussgeläutes, produziert bei der Firma Schilling-Lattermann in Apolda (Masse der Glocken: Sebastianus- 2756 kg, Antonius- 1630 kg, Marien- 1108 kg und Josefs-Glocke 763 kg) wurden nach ihrer Weihe am 17. Mai des Jahres 1925 im Turm aufgehängt. Die zuvor am 19. Dezember 1886 aus einer verfallenen Kirche besorgte gotische Marienglocke konnte dadurch nach St. Paulus in Berghausen abgegeben werden. Erdbebenschäden und weitere Instandsetzungsarbeiten insbesondere des Turmes erfolgten 1995.

### Zur Ausgestaltung
Der Taufstein des Gotteshauses stammt aus der Münsterpfarrei Kaiserswerth und wurde St. Josef bereits 1893 geschenkt. Die Fenster in der Apsis wurden im Jahre 1901 eingesetzt. Sie stammen aus der Kunstglaswerkstatt Hertel und Lersch in Düsseldorf. Die Seitenschiffe erhielten ihre farbigen Glasfenster erst 1956. Sie entwarf der aus Essen-Werden stammende Glaskünstler Willy de Graf. Auch Kreuzweg und Mosaike stammen von einem Werdener Künstler, von Josef von Heekern. Die aufgrund des zweiten Vatikanischen Konzils fällige Umgestaltung übernahm Josef Baron aus Unna. Hierbei wurden 1976 der Altarraum mit Hängekreuz, Ambo und Sakramentshaus neu gestaltet.